# نیک مورفی
نیک مورفی (انگلیسی: Nick Murphy) یک کارگردان فیلم و کارگردان تلویزیونی اهل بریتانیا است. وی از سال ۱۹۹۹ میلادی تاکنون مشغول فعالیت بوده‌است.

## گزیدهٔ آثار

### سینما
- خون[۱][۲] (۲۰۱۲)
- بیداری[۳][۴] (۲۰۱۱)
- ناپلئون (۲۰۰۷)

### تلویزیون
- قهرمانان و خائنان (۲۰۰۸–۲۰۰۷)
- دوران کهن (۲۰۰۷)